# 南レバノン県
南レバノン県（みなみレバノンけん、アラビア語: محافظة الجنوب、South Governorate）は、レバノンの南部にある県である。県都はサイダ（別名シドン）である。県の人口は約59万人（2017年推定）、面積は929.6平方キロメートルである。標高は0 - 1000mと起伏に富んでいる。住民は、イスラム教シーア派、スンニ派、東方正教、カトリック、プロテスタント、アルメニア正教と様々である。柑橘類やバナナの栽培が盛んである。
単に南部県（الجنوب）と表記されることがある。独立時の5県のひとつで、当時はレバノン南部全域を管轄していたことからこの名が付いた。ただし1975年に東部4郡がナバティーエ県として分立したことで面積は半分以下に減少し、更に国内最南端がナバティーエ県へ移っている。

## 隣接する県
- 山岳レバノン県
- ベッカー県
- ナバティーエ県
- 北部地区

## 郡

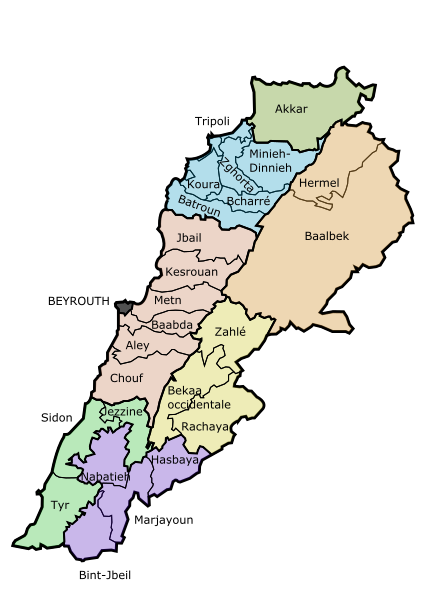
レバノンの郡

3郡に区分される。
- ジェジーン郡（英語版）（Jezzine）
- サイダ郡（英語版）（Saida/Sidon）
- ティール郡（英語版）（Tyre）

## 主要都市
- カナ（Qana）
- サイダ（シドン）（Saida/Sidon）
- ティール（ティルス）（Tyre/Tyrus） - 世界遺産のティルス遺跡で知られる